# Пољоиндустрија
Пољоиндустрија : лист радног колектива Пољопривредног комбината "Београд" је фабрички часопис, намењен пре свега информисању радника корпорације ПКБ, који излази од 1967. године у Београд.

## О часопису
Пољоиндустрија је фабрички часопис који је са излажењем почео 27. марта 1967. године, а прва редакција су били радници који су били заинтересовани за стварање и рад у новом фабричком гласилу. Лист је у почетку излазио на осам страница, једном месечно, са тиражом од 5.000 примерака. Часопис је добио име на основу интерног фабричког конкурса, на коме су учествовали запослени у корпорацији ПКБ. Пољоиндустрија је убрзо по оснивању основала мрежу дописника из свих градова у којима је ПКБ имао своје испоставе. Максимални тираж лист од 42.000 примерака лист је достизао током осамдесетих година прошлог века. Дигитализована верзија Пољоиндустрије налази се у дигиталној колекцији Библиотека "Милутин Бојић", Београд.

## Тематика
Као фабарички лист, Пољоиндустрија се бавила пре свега пословањем корпорације ПКБ. Лист је пратио развој комбината,  производњу, пословање, управљање, образовање и стручно усавршавање, заштиту на раду,научно-истраживачки рад, делатност друштвено-политичких организација, културни живот, спортску активност и одмор. С обзиром на то да је ПКБ у време оснивања Пољоиндустрије, била корпорација која је пословала на територији читаве социјалистичке Југославија, у више од 60 градова, овај фабрички лист је служио и за опште информисање грађана о свему важном што се у тим местима дешавало, од политичких дешавања до културе и спорта.

## Уредници
- Уредник првог броја је био проф. др Ђура Стевановић.
- од бр. 439 (1977) Драгослав Филиповић;
- од бр. 749 (1983) Драган Ђорђевић;
- од бр. 951/952 (1986) в.д. Слободан Коплић;
- од бр. 1158 (1991) Вукосава Антић;
- од бр. 1367 (1996) Раденко Станић;
- од бр. 1446 (1999) Вукашин Илић;
- од бр. 1480 (2001) Весна Гајић.

## Награде и друштвена признања
- Првомајска награда
- Мајски цвет
- Вуково слово
- Велика повеља Удружења новинара Србије за 40. година непрекидног излажења и развој новинарства